# 単精巣症
単精巣症（たんせいそうしょう）または単睾丸症（たんこうがんしょう）（英: Monorchism, Monorchidism）とは、陰嚢内に精巣が1つしかない状態を指す。

## 原因
この病態の原因として下記のもの等が考えられる：
- 潜在精巣：胚や胎児の発育中に片方の精巣が陰嚢内に降りてこない場合（「正常な」出生児の3～4％）。この場合、精巣は腹腔内の正常な下降経路に沿ったどこか、一般的には鼠径管内に存在する。このような精巣は悪性腫瘍のリスクが高くなる。
- 消失精巣：片方の精巣が子宮内障害により発育中に消失することがある。これは、精巣捻転などの血管性障害の可能性が高いと考えられている。
- 精巣摘除術による外科的切除
- 精巣外傷による損傷後摘出

## ヒト以外での単精巣症
極めて稀ではあるが、単精巣症は幾つかの種、特に甲虫類に特徴的であることが観察されている。